# الجزائريون في إيطاليا
 يعود وجود الجزائريين في إيطاليا إلى ثمانينيات القرن الماضي .

## الأعداد
اعتبارًا من عام 2019 في إيطاليا يوجد 19,661 مهاجرًا نظاميًا من الجزائر . المدن الثلاث التي يوجد بها أكبر عدد من الجزائريين هي: نابولي وروما وميلانو . 

## جزائريون بارزون في إيطاليا
- ماتيو فيراري (1979) ، لاعب كرة قدم
- سمير لاتشيب (1988) لاعب كرة قدم
- فوزي غلام (1991) لاعب كرة قدم
- سفير تيدر (1992) ، لاعب كرة قدم
- محمد سالم فارس (1996) لاعب كرة قدم
- طاهر لمري (1958) ، كاتب
- عمارة لخوس (1970) ، كاتب وعالم أنثروبولوجيا
- لوكا جوادانيونو (1971) ، صانع أفلام ولد لأب إيطالي وأم جزائرية